# 长嘴凤头百灵
长嘴凤头百灵（学名：Galerida magnirostris），是百灵科凤头百灵属的一种，分布于纳米比亚、莱索托和南非。全球活动范围约为697,000平方千米。该物种的保护状况被评为无危。
长嘴凤头百灵的平均体重约为41.8克。栖息地包括亚热带或热带的（低地）干燥疏灌丛、牧草地、耕地、地中海型疏灌丛、亚热带或热带的（低地）干草原和亚热带或热带的高海拔草原。